# توم أوسوليفان
توم أوسوليفان (بالإنجليزية: Tom O'Sullivan)‏ هو لاعب كرة القدم الغالية أيرلندي، ولد في 15 نوفمبر 1978 في مقاطعة كري في جمهورية أيرلندا.